# Папа Виктор I
Свети Виктор I (189-199?) је био епископ града Рима у времену мирном за хришћане када је императора Комодо наследио Сетимо Северо. За његов епископат везане су две легенде које могу бити тачне. 
Прва говори о жени Марћии, хришћанки према којој је цар Комодо показивао велику жељу, а када му је коначно постала жена, она је то, тврди легенда искористила да преко свог мужа ослободи многе хришћане из каменолома на Сардинији где су робијали на присилном раду. Легенда каже да је међу њима био и Калист, потоњи папа.
Друга легенда говори о жени која се звала Ђулија Домна, врло образована и заитересована за збивања на истоку. Како је она била жена новог цара Сетима Севера она је преко претора званог Гај Фулвио успела да политику свог мужа скрене и наведе га на симпатије према хришћанима.
За епископа Виктора у традицији се тајкође говори да је са теолозима са Истока водио расправе о термину прославе Васкрса. Историографија римокатоличке цркве тврди да је био тврд и непопустљив у ставовима. У том смислу истиче се посета коју му је учинио извесни Теодато са којим је водио ватрен говор без резултата. 
Помиње се и јерес неког Ноета из Ефеса који је базу за своју јерес покушао наћи у Риму али без успеха.
Виктор је умро 199. године али не као мартир.